# Acanthodactylus margaritae
Acanthodactylus margaritae — вид ящірок родини ящіркових (Lacertidae). Ендемік Марокко. Описаний у 2017 році.

## Поширення і екологія
Acanthodactylus margaritae відомі з кількох місцевостей, розташованих на півдні Марокко, зокрема в долині річки Сус. Вони живуть в пустелях і напівпустелях, на кам'янистих і глинистих рівнинах, на закріплених піщаних дюнах та в арганових рідколіссях. Відкладають яйця.